# Østbyen (Trondheim)
Østbyen er fra 1. januar 2005 en af de fire administrative bydele i Trondheim. Bydelen omfatter Møllenberg, Nedre Elvehavn, Rosenborg, Lade, Strindheim, Tyholt, Jakobsli, Ranheim og Vikåsen. Der bor lidt over 39.000 indbyggere i bydelen.
63°25′33.956″N 10°27′40.997″Ø / 63.42609889°N 10.46138806°Ø